# Wharerata
Wharerata ou Bartletts  est une petite communauté côtière et rurale du district de Gisborne  située dans l’Île du Nord de la Nouvelle-Zélande.

## Situation
Elle est localisée sur le trajet de la route State Highway 2/S H 2 (en) entre la ville de Wairoa et la cité de Gisborne ,.

## Géographie
Le paysage consiste en chaînes de collines  rocheuses avec une bonne vue sur la zone alentour.

## Installations
Le marae local nommé «Rangiwaho Marae» est un lieu de rassemblement pour les Ngāi Tawehi (en), les Ngāti Kahutia (en), les Ngāti Rangitauwhiwhia (en), les Ngāti Rangiwaho (en) et les Ngāti Rangiwahomatua (en) de l’hapū des Ngāi Tāmanuhiri (en).
Il comprend une maison de rencontre du même nom et un hall de réception pour les dîners, construits en 2018.
Depuis le XIXe siècle, le secteur a aussi été colonisé par les fermiers européens, qui ont fait l’expérience des difficultés liées à l’isolement et à la rudesse du climat.

## Incident
Un homme d’origine indienne, qui avait dépassé son visa, fut tué dans la forêt de Wharerata en 1993.
Ses restes furent retrouvés par des ouvriers de la forêt, douze ans plus tard et le procès de son meurtrier se tint alors.